# Phormictopus
Genre
Phormictopus est un genre d'araignées mygalomorphes de la famille des Theraphosidae.

## Distribution
Les espèces de ce genre se rencontrent aux Antilles et en Amérique du Sud.

## Liste des espèces
Selon World Spider Catalog (version 21.0, 06/04/2020) :
- Phormictopus atrichomatus Schmidt, 1991
- Phormictopus auratus Ortiz & Bertani, 2005
- Phormictopus australis Mello-Leitão, 1941
- Phormictopus bistriatus Rudloff, 2008
- Phormictopus cancerides (Latreille, 1806)
- Phormictopus cautus (Ausserer, 1875)
- Phormictopus cochleasvorax Rudloff, 2008
- Phormictopus cubensis Chamberlin, 1917
- Phormictopus fritzschei Rudloff, 2008
- Phormictopus jonai Rudloff, 2008
- Phormictopus melodermus Chamberlin, 1917
- Phormictopus platus Chamberlin, 1917
- Phormictopus ribeiroi Mello-Leitão, 1923
- Phormictopus schepanskii Rudloff, 2008

## Publication originale
- Pocock, 1901 : Some new and old genera of South American Avicularidae. Annals and Magazine of Natural History, sér. 7, vol. 8, p. 540-555 (texte intégral).